# Camponotus aequitas
Camponotus aequitas é uma espécie de inseto do gênero Camponotus, pertencente à família Formicidae.